# Alchemilla gorcensis
Alchemilla gorcensis é uma espécie de rosácea do gênero Alchemilla, pertencente à família Rosaceae.